# Joshua García
Joshua García  (Massachussets, Estados Unidos, 28 de julio de 1993) es un futbolista dominicano-estadounidense que juega como mediocampista en el club Oklahoma City Energy de la USL Championship de Estados Unidos. Nacido en Estados Unidos, es internacional con la selección de fútbol de República Dominicana.

## Carrera
Un joven con problemas criado por una madre soltera, García comenzó a jugar fútbol cuando era joven para alejarse de los problemas después de terminar en un centro juvenil para delincuentes. Fue miembro del equipo universitario de Grant High School en la ciudad de Oklahoma. Fue descubierto por universidades y jugó en Northern Oklahoma College durante 2 años, antes de transferirse a Friends Falcons hasta 2016.
García se fracturó el pie antes de incorporarse a Friends University, y de nuevo poco después se recuperaba. Luchando contra la depresión, se tomó un descanso en su ciudad natal solo para encontrar más problemas cuando encarcelaron a su hermano. García recurrió a la bebida e intentó suicidarse. Después de este episodio depresivo, García se comprometió a evitar que su familia sufriera más y volvió a la escuela y al fútbol con un enfoque renovado. Después de graduarse de la universidad, solo jugaba fútbol de manera recreativa y consiguió un trabajo como representante de servicio para Lincare.
En enero de 2018, se unió a las pruebas abiertas para OKC Energy FC. Terminó uniéndose a su equipo sub-23 y fue capitán. El 10 de enero de 2019, García fichó por la plantilla absoluta del OKC Energy FC para la temporada 2019.

## Selección nacional
García nació en los Estados Unidos y es de ascendencia dominicana. Hizo su debut profesional con la selección de fútbol de República Dominicana en un amistoso por 1-0 sobre Guadalupe el 15 de febrero de 2019.

### Goles internacionales
| N.º | Fecha                   | Sede                                       | Adversario | Gol  | Resultado | Competencia                         |
| --- | ----------------------- | ------------------------------------------ | ---------- | ---- | --------- | ----------------------------------- |
| 1.  | 7 de septiembre de 2019 | Estadio Blakes Estate, Lookout, Montserrat | Montserrat | 1 –0 | 1–2       | 2019-20 CONCACAF Liga de Naciones B |